# KIAA1683
KIAA1683‏ (IQ motif containing N) هوَ بروتين يُشَفر بواسطة جين KIAA1683 في الإنسان.